# Tankmonument (Embourg)

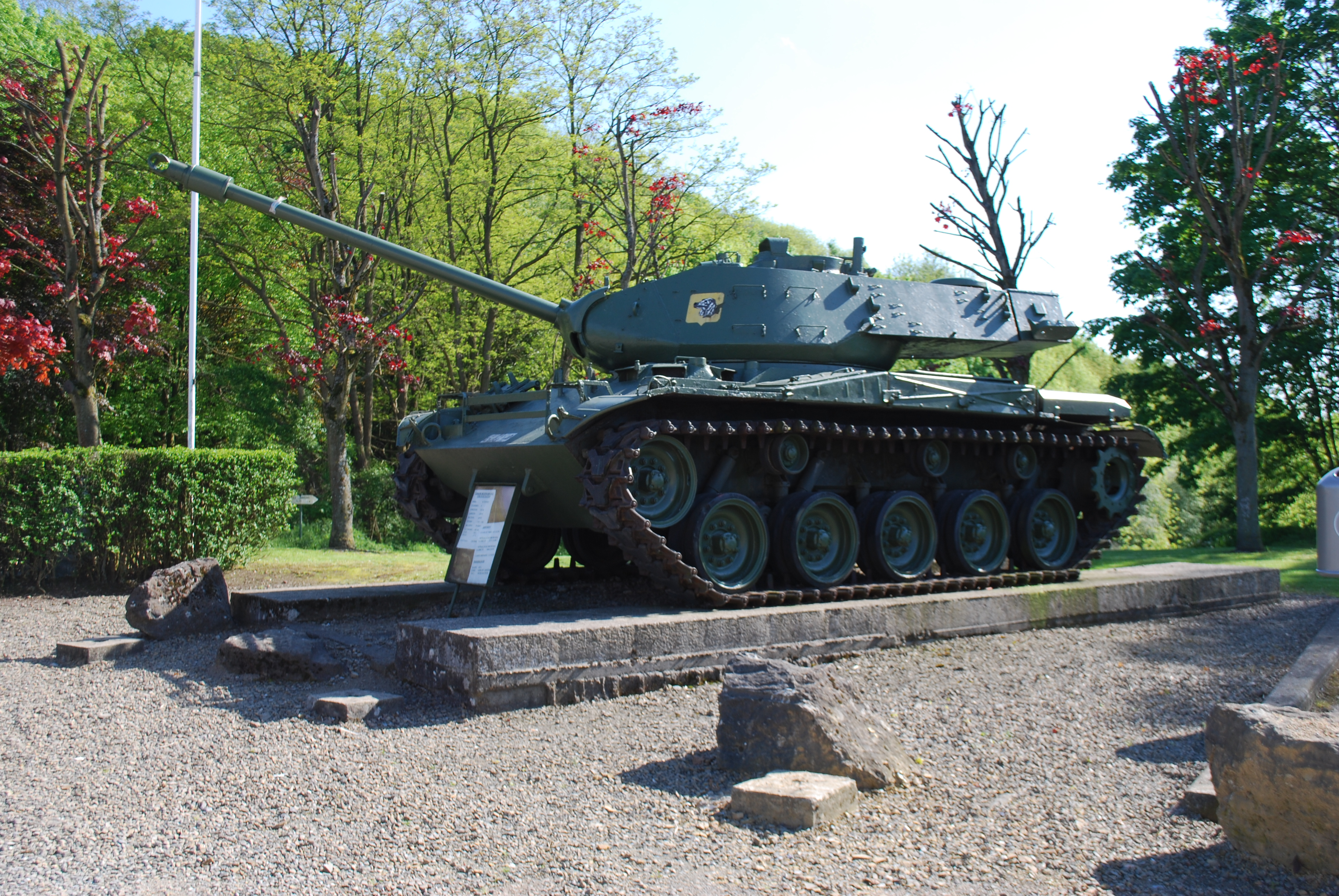
Tankmonument in Embourg

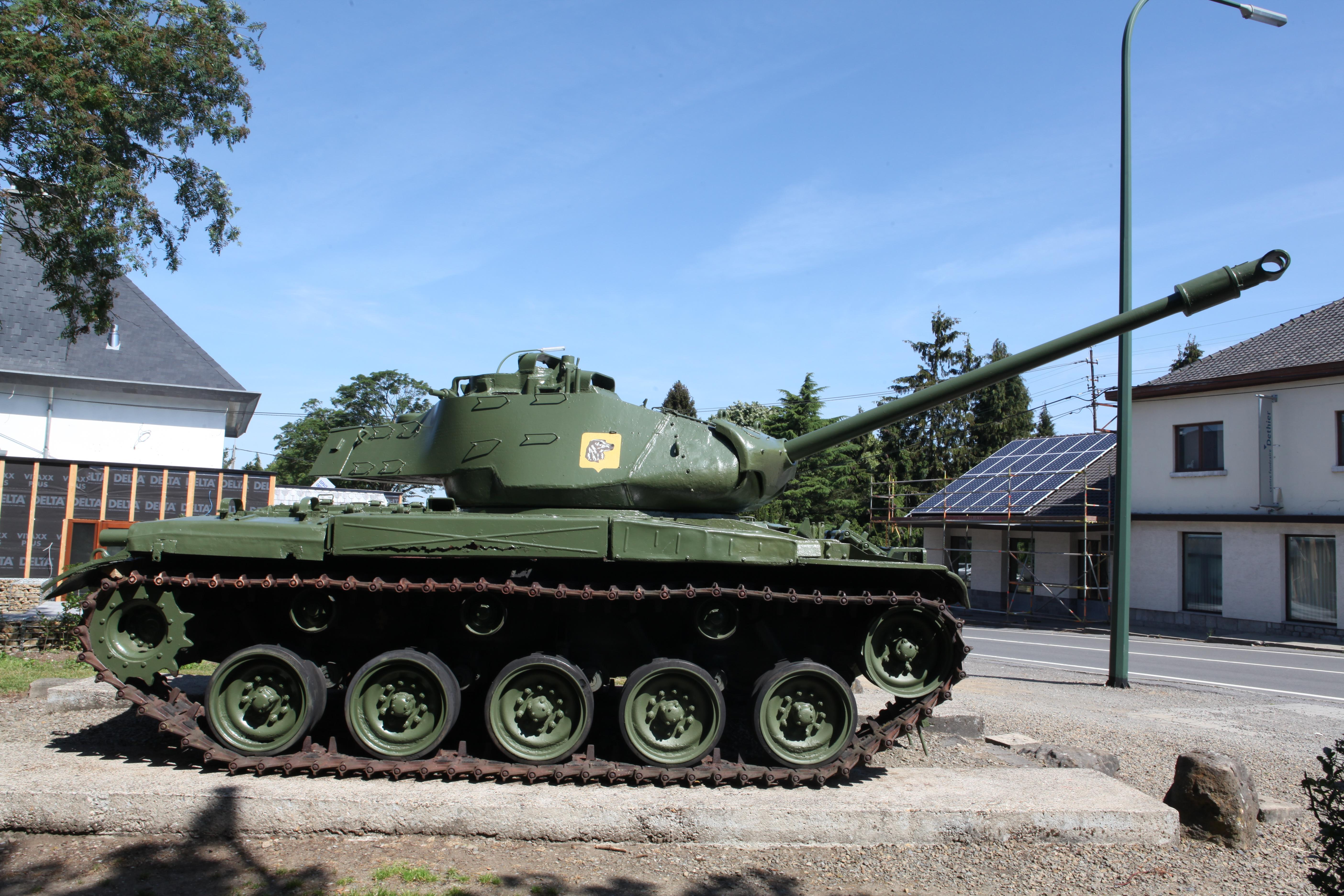
Tankmonument in Embourg

Het Tankmonument is een oorlogsmonument in Embourg in de Belgische gemeente Chaudfontaine. Het tankmonument staat aan de Voie de l'Ardenne (N30) nabij de toegangsweg naar Fort Embourg. De tank is van het type M41 Walker Bulldog.